# Sudis (zoologia)
Sudis è un genere di pesci marini appartenenti alla famiglia Paralepididae.

## Distribuzione e habitat
Questo genere è presente in tutti i mari e gli oceani. Nel mar Mediterraneo è presente la specie S. hyalina.
Sono pesci che possono spingersi a oltre 2000 metri di profondità. Fanno vita mesopelagica o batipelagica.

## Descrizione
S. hyalina raggiunge, seppur occasionalmente, il metro di lunghezza.

## Tassonomia
Il genere comprende 2 specie:
- Sudis atrox
- Sudis hyalina